# Paul Soldner
Paul Soldner (24 d'abril de 1921 Summerfield, Illinois – 3 de gener de 2011 Claremont, California) va ser un ceramista estatunidenc, que va destacar per la seva experimentació amb la tècnica japonesa del s.XVI anomenada raku, introduint nous mètodes de cocció i de post-cocció, creant el que va anomenar-se Raku americà

## Biografia
Va servir com a metge a l'exèrcit durant la Segona Guerra Mundial i va començar a forjar la seva carrera artística en tornar als Estats Units. Es va titular en educació artística i en gestió de l'art al Bluffton College i a la Universitat de Colorado, centrant-se posteriorment en la ceràmica. Inicialment, va dedicar-se la ceràmica utilitària.
El 1954, Soldner va convertir-se en el primer alumne de Peter Voulkos, al recent estrenat departament de ceràmica del Los Angeles County Art Institute (ara Otis College of Art and Design). Mentre Soldner ajudava el seu mestre a elaborar el programa, va fer nombroses modificacions en l'equipament del taller de ceràmica, cosa que el va dur a fundar la Soldner Pottery Equipment Corp. el 1955, per tal de comercialitzar els seus invents. D'aquests invents, va patentar-ne set, tots ells relacionats amb maquinària ceràmica.
Després de rebre el seu MFA en ceràmica el 1956, Soldner va fer classes al Scripps College.
Als anys 60, va ajudar a fundar l'Anderson Ranch Arts Center a Snowmass, Colorado. També es va implicar en la creació del National Council on Education for the Ceramic Arts (NCECA).
Soldner també va desenvolupar un mètode per coure amb sals a baixa temperatura. Juntament amb Voulkos, és considerat el creador de l'"escola ceràmica californiana", que es caracteritza per combinar tècniques i materials occidentals amb la tecnologia i l'estètica japoneses.
Mentre impartia classes al Scripps College, va organitzar la Scripps Ceramics Annual - una exposició reconeguda a nivell nacional. Com a conseqüència de les relacions d'amistat al llarg de la seva vida amb els coleccionistes de ceràmica Fred i Mary Marer, Scripps va convertir-se en l'afortunada destinatària de l'amplia Col·lecció de Ceràmica Contemporània Marer. El 1990, Scripps va rebre una beca NEA per a fer recerca i organitzar una exposició titulada, "Paul Soldner: Una Retrospectiva'" que va circular al llarg de tots els Estats Units.
Soldner va jubilar-se de Scripps el 1991. Va viure i va tenir tallers a Aspen, Colorado i Claremont, California.

## El raku americà
Paul Soldner és un dels creadors del raku americà, molt diferent de la tècnica japonesa que el va inspirar. Avui en dia, les innovacions de Soldner i dels seus col·legues són tan populars que sovint es confon la tècnica moderna amb l'original.
En un assaig titulat "El raku a l'estil americà", Soldner reflexiona sobre aquest fet: "Si el raku americà és tan diferent, com és que li hem acabat dient raku? Probablement va ser un error. Un error del qual he de confessar la meva part, tot i que de fet, va passar sense que me n'adonés. Una part de la confusió es va donar perquè en aquell moment, al 1960, no en sabíem gaire del raku japonès. En tenía notícia a partir de la lectura de El llibre del te. La comunitat japonesa propera a Los Angeles Art Institute també va ser una font per a la nostra indagació i estudi. Probablement el que més em va atraure i influir va ser la descripció de Bernard Leach del seu primer encontre amb el raku [a “A Potter's Book”]."
El crític d'art Garth Clark, explica així les primeres incursions de Paul Soldner en el món del raku: "Convidat a fer una demostració en una fira d'artesania el 1960, Soldner va decidir experimentar amb la tècnica [del raku]. A partir del llibre de Bernard Leach ,"A Potter's Book", va construir un forn senzill i va improvisar alguns esmalts amb base de plom. Els resultats van ser decebedors: l'argila no responia bé al xoc tèrmic i els esmalts eren massa brillants o de colors massa extremats. Tot i així, la seva fascinació pel raku (una tècnica japonesa desenvolupada al s. XVI) no va disminuir, Soldner va seguir experimentant. Primer feia bàsicament bols per al te, però aviat va trobar-ho limitat i segons com “massa acadèmic”, ja que no existia cap cerimònia del te en la cultura occidental que dotés aquesta forma d'un significat tradicional. Aquesta reflexió, va comportar una aproximació molt més lúdica a la forma, a la mida, a la funció i al material."
Tota aquesta experimentació va donar fruits i Soldner va assolir uns serie d'efectes espectaculars sobre les peces. El món occidental va entusiasmar-se amb aquestes innovadores tècniques i el raku americà va esdevenir terriblement popular.
Soldner descriu així les diferències entre la seva tècnica i la tradicional: “L'estil del raku americà difereix en molts aspectes [del japonès], particularment en la magnífica superfície negra produïda pel fumat de la peça a l'exterior del forn quan s'acaba de coure. Altres innovacions inclouen el refredament de la peça roent en aigua freda al final de la cuita, la producció de llustres de coure brillants i acolorits, el forçat de l'esquerdat de l'esmalt per on penetra el fum, l'halo blanc o l'aparició que rodeja la decoració negra metal·litzada i el descobriment d'una engalba de coure que de vegades deriva en una insòlita superfície mat de color groc. El raku americà també utilitza formes diferents del bol de te tradicional. Com que la cerimònia del te mai va formar part del raku americà, els ceramistes americans poden ser més experimentals i imaginatius que els seus col·legues japonesos”

## Premis
- Honorary Doctorates of Fine Arts from Bluffton College (OH) 2003[11] and Westminster College (PA).[cal citació]
- 2008 Awarded the Aileen Osborn Webb Gold Medal by the American Crafts Council, NYC, NY.[12]

## Audiovisuals
- Paul Soldner:Playing with Fire, American Museum of Ceramic Art, Renegade Pictures, Santa Barbara, CA.[13]
- Paul Soldner, The Courage to Explore, SEMELKA and Kasper, Chapel Hill, NC.
- Paul Soldner:Thrown and Altered Clay, School Video, Chrystal Productions, Aspen, CO and Glenview, wIL.

## Galeries i exposicions
L'obra de Soldner està inclosa a les col·leccions del Victoria and Albert Museum UK, del Los Angeles County Museum of Art i del Museum of Arts and Design de Nova York.
També es pot trobar obra seva a les següents galeries:
- American Museum of Ceramic Art, Pomona, California, USA[15] L'exposició de Paul Soldner "Inferno" va ser triada per a la inauguració del museu, l'11 de setembre del 2004
- Australian National Gallery, Sydney, Austràlia
- National Museum of Modern Art, Koyoto, Japó
- Oakland Museum of Art, Oakland, California, EUA
- Scripps College, Claremont, California, EUA
- Smithsonian Institution's National Museum of American Art, Washington, D.C., EUA
- Taipei Fine Arts Museum, Taipei, Taiwan